# Azat Usenaliev
Azat Usenaliev (11 settembre 1991) è un pugile kirghiso.

## Palmarès
- Campionati asiatici

Ammann 2013: oro nei pesi mosca.
Bangkok 2015: bronzo nei pesi mosca.